# Gott-ist-tot-Theologie
Die Gott-ist-tot-Theologie ist nach einem Nietzsche-Zitat benannt, das sich erstmals im Aphorismus 108 der Fröhlichen Wissenschaft findet, vor allem aber im Zusammenhang mit Nietzsches Spätwerk Also sprach Zarathustra bekannt wurde. Sie wird manchmal auch als Theothanatologie bezeichnet, was sich aus den altgriechischen Begriffen θεός theos „Gott“ und θάνατος thanatos „Tod“ herleitet.
Die Gott-ist-tot-Theologie bezieht sich auf eine Reihe von Theorien verschiedener Theologen und Philosophen, die den Aufstieg des Säkularismus und die Preisgabe des monotheistischen Glaubens an Gott zu erklären suchen, indem sie behaupten, dass Gott die Menschheit entweder verlassen oder sogar aufgehört hat zu existieren.
Der Titel des Time-Magazins vom 8. April 1966 und der Leitartikel bezogen sich auf eine Bewegung in der US-amerikanischen Theologie, die in den 1960er Jahren unter dem Schlagwort „death of God“ bekannt wurde.

## Vertreter
Die Hauptvertreter dieser Theologie waren die christlichen Theologen Gabriel Vahanian, Paul van Buren, William Hamilton und Thomas J. J. Altizer sowie der Rabbiner Richard Lowell Rubenstein.
1961 wurde Vahanians Buch The Death of God publiziert. Vahanian erklärte, die moderne säkulare Kultur habe jeden Sinn für das Sakrale verloren, kenne keine sakramentale Bedeutung, kein transzendentes Ziel, keine Vorsehung. Er folgerte, für den modernen Geist sei Gott tot. In Vahanians Vision ist eine transformierte nachchristliche und postmoderne Kultur nötig, um eine erneuerte Erfahrung des Göttlichen zu schaffen.
Van Buren und Hamilton stimmten darin überein, der Begriff der Transzendenz habe jede Bedeutung im modernen Denken verloren. Nach dessen Normen sei Gott tot. Als Antwort auf diesen Zusammenbruch der Transzendenz boten Van Buren und Hamilton säkularen Menschen die Entscheidung für Jesus als einem vorbildlichen Menschen an, der in Liebe handelte. Die Begegnung mit dem  Christus des Glaubens werde in einer kirchlichen Gemeinschaft eröffnet.
Altizer schlug eine radikale Theologie des Todes Gottes vor, die sich auf Blakesche Vorstellungen, Hegelsches Denken und Nietzsches Ideen stützte. Er begriff Theologie als eine Form der Poesie, in der die Immanenz (Gegenwart) Gottes in Glaubensgemeinschaften erfahren werden könne. Jedoch erkannte er nicht mehr die Möglichkeit an, an einen transzendenten Gott zu glauben. Altizer schloss, dass Gott in Christus Mensch geworden sei und seinen immanenten Geist weitergegeben habe, der auch nach dem Tod Jesu in der Welt blieb, womit er im Gegensatz zu neutestamentlichen Aussagen wie 1 Petr 1,2  stand.
Anders als Nietzsche glaubte Altizer, Gott sei wirklich gestorben. Er wird als der führende Vertreter der Gott-ist-tot-Theologie angesehen.
Der Rabbiner Richard Lowell Rubenstein versuchte die Schockwirkung des Holocaust auf radikale Weise zu durchdenken. Auf der Grundlage der Kabbala hielt er im formalen Sinn daran fest, dass Gott bei der Erschaffung der Welt „gestorben“ sei. Jedoch argumentierte er, für die moderne jüdische Kultur sei der Tod Gottes in Auschwitz eingetreten. Obwohl dies nicht im wörtlichen Sinn an diesem Punkt geschah, war es der Zeitpunkt, an dem die Menschheit zu dem Gedanken erwachte, dass ein theistischer Gott nicht existiere. In Rubensteins Werk war es nicht länger möglich, an einen Gott des Abraham-Bundes zu glauben, der der allmächtige Urheber des historischen Dramas ist, denn dann müsse Hitler sein unwissentliches Werkzeug sein. Auch die Lehre der Erwählung des jüdischen  Volks gibt er auf, es hat keine entscheidende Rolle in der Heilsgeschichte, der Gott der Geschichte ist gestorben. Die Natur lässt individuelle Formen entstehen und negiert sie. Dieser Sinn für das Tragische oder auch die Ironie menschlicher Existenz wirkt technologischer und ideologischer Hybris entgegen. Rubenstein steht Nietzsches Idee der ewigen Wiederkehr nahe, von der dieser sagte: „Es ist die wissenschaftlichste aller möglichen Hypothesen. Wir leugnen Schluß-Ziele: hätte das Dasein eins, so müßte es erreicht sein.“
Hier sieht sich Rubenstein im Gegensatz zu Altizer, der an der christlichen Eschatologie festhält: In Jesus ist der Messias gekommen, und „wir wissen, dass er in seinem Wort gegenwärtig ist, und dieses Wort versöhnt die Welt mit sich selbst.“ Die „Inkarnation bleibt ein zentrales historisches und theologisches Ereignis, das es unmöglich macht, an einen transzendenten Gott zu glauben; Gott ist in die Geschichte gestorben. Stattdessen ist die Inkarnation  – als reales und anhaltendes Ereignis – das Versprechen und die Möglichkeit der letztlichen Transformation und Erlösung der Welt im Hier und Jetzt.“ Sie ist ein kontinuierlicher Prozess des Heiligen, das profan wird, und der Auferstehung des Profanen in einer schließlich heiligen Form.
Vertreter außerhalb der USA waren der anglikanische Bischof John A. T. Robinson und die deutsche Theologin Dorothee Sölle. Sie waren unter anderem beeinflusst durch Dietrich Bonhoeffers Frage nach einem religionslosen Christentum.

## Nachwirkungen und Kritik
Das Anliegen der Gott-ist-tot-Theologie stößt bis heute in weiten Teilen der christlichen Kirchen auf Unverständnis und Ablehnung. Dagegen sehen Stephen R. Haynes und John K. Roth darin eine neue Art der Verbindung zwischen theologischer Reflexion und gegenwärtiger Erfahrung. Besonders das Nachdenken über den Holocaust bewerten sie als Impuls zu einem Gespräch derjenigen, die an der Beziehung von Theologie auf das Überleben der Menschheit interessiert sind.
Aus Sicht der Natürlichen Theologie ist es unmöglich, dass Gott nicht ist, und dementsprechend auch nicht möglich, dass er im Sinne einer Nicht-Existenz tot ist. (Psalm 146,10 )
Hubert G. Locke kritisiert die weiße, westlich orientierte Perspektive und weist darauf hin, dass etwa Harvey Cox in Stadt ohne Gott? die Erfahrungen der religiös geprägten afro-amerikanischen Bürgerrechtsbewegung ignoriert. Der Tod Gottes sei in der Theologie im gleichen Jahrzehnt proklamiert worden, in dem schwarze Christen ihre politische Motivation aus dem Glauben an den Gott des Exodus bezogen. Schwarze und radikale Theologen lasen Bonhoeffer auf ganz unterschiedliche Weise; während Erstere die Mündigkeit der Welt betont sahen, die ohne Gott auskomme, interpretierten ihn Letztere als einen Ruf zum Leiden mit Christus in der Geschichte. Obwohl der Holocaust die Fortschrittsidee der Aufklärung zur Parodie habe verkommen lassen, hätten radikale Theologen die Illusion westlicher Humanität nicht aufgegeben, sondern es weniger beunruhigend gefunden, den endgültigen Untergang eines Gottes zu verkünden, den die westliche Tradition intellektuell nutzlos fand.
Gerade angesichts von „Auschwitz, Hiroshima und der Südafrikanischen Union“ halten Rabbiner wie Arthur Lelyveld, Norman Lamm, Emil Fackenheim oder Eugene Borowitz einen transzendenten Bezugspunkt für notwendig:

„Und hier stehen wir, gefangen und eingesperrt in ein Paradox: Wenn solche schrecklichen Dinge geschehen, wie können wir an Gott glauben? Aber wenn wir nicht an Ihn glauben als den Maßstab, der unsere menschlichen, bestialischen, animalischen Neigungen übersteigt und von uns verlangt, mehr zu sein als wir sein möchten, warum protestieren wir so sehr? Wir lehnen uns auf, weil wir wissen, dass wir mehr sind als das, als was wir uns sehen, dass wir ständig danach streben müssen, mehr zu sein als wir sind, dass die menschliche Geschichte nicht weitergehen darf wie bisher. Gott verlangt das von uns, selbst wenn wir mit Ihm streiten.“